# Rachel Neylan
Rachel Neylan (Sydney, 9 marzo 1982) è una ciclista su strada australiana, attiva in formazioni Elite UCI dal 2011 al 2023. Nel 2012 ha vinto la medaglia d'argento nella prova in linea ai campionati del mondo di Valkenburg.

## Palmarès
- 2015 (Orica-AIS, due vittorie)

2ª tappa Trophée d'Or féminin (Cosne-Cours-sur-Loire > Cosne-Cours-sur-Loire)
Classifica generale Trophée d'Or féminin
- 2016 (Orica-AIS, una vittoria)

Grand Prix du Morbihan
- 2019 (Team Virtu Cycling, una vittoria)

2ª tappa, 2ª semitappa Gracia-Orlová (Dětmarovice > Orlová)

## Piazzamenti

### Grandi Giri
- Giro d'Italia

2011: ritirata (10ª tappa)
2015: 32ª
2018: ritirata (4ª tappa)
2019: 46ª
2020: 69ª
- Tour de France

2022: 28ª
2023: 49ª

### Competizioni mondiali
- Campionati del mondo su strada

Valkenburg 2012 - In linea Elite: 2ª
Ponferrada 2014 - In linea Elite: 24ª
Richmond 2015 - In linea Elite: 19ª
Bergen 2017 - In linea Elite: 54ª
Imola 2020 - In linea Elite: 51ª
Fiandre 2021 - In linea Elite: 24ª
- Campionati del mondo gravel

Fiandre 2024 - Elite: 53ª
- Giochi olimpici

Rio de Janeiro 2016 - In linea: 22ª